# Peam Ro
Peam Ro est un district du Cambodge ayant en 1998 une population de 63 534 habitants.
Son chef-lieu est la ville de Neak Luong.